# Симоново
Си́моново (рос. Симоново) — село у складі Угловського району Алтайського краю, Росія. Адміністративний центр Симоновської сільської ради.

## Населення
Населення — 691 особа (2010; 757 у 2002).
Національний склад (станом на 2002 рік):
- росіяни — 99 %